# Гератське ханство
Гератське ханство (1793—1863 роки) — держава в Афганістані зі столицею в Гераті, яка утворилася в результаті розпаду Імперії Дуррані. Протягом усього часу існування намагалася зберегти незалежність від сусідів — Російської та Британської імперії, Персії. Зрештою у 1863 році було приєднано до Афганського емірату.

## Історія

### Передумови
Навколо Герату з раннього Середньовіччя формувалися феодальні утворення. Саме місто було важливою частиною держав Тахірів, Саманідів, Хорезмшахів, Хулагуїдів. З послабленням останнього у середині XIII ст. утворилася напівнезалежна держава на чолі із маліком з династії Куртів. Після остаточного занепаду Хулагуїдів у 1335 році держава Куртів стала повністю незалежною, а володарі прийняли титул султанів, утворивши Султанат Куртів або Гератський султанат. Втім, незабаром ця держава стикнулася з агресію еміра Тимура, який у 1389 році знищив султанат, а потім Герат став фактичною столицею держави Тимуридів за час панування Шахруха.
З середини XV ст. Герат був столицею Хорасанської держави Тимуридів, яку було повалено племенами узбеків на початку XVI ст. Згодом Герат втратив свій статус, увійшовши до перської держави Сефевідів. З послабленням останньої на початку XVIII ст. в Гераті знову почався рух за незалежність. У 1716 році вождь племені абдалі Абдалла-хан Садозай оголосив про створення Гератського ханства. Втім, уже у 1718 році він зазнав поразки від Мір Махмуда Хоттакі, еміра Кандагару, й загинув. Гератська держава увійшла до складу держави Хоттакі.
У 1727 році абдалі знову відновили самостійність Герату. Управління Гератською державою здійснював емір, обраний знаттю племені, і рада знаті. Влада гератського еміра поширювалася на райони Мургаба, Бадгис, Кусувійе, Гуріан і Фараха. Спроби Надір Шаха підпорядкувати Герат завершилися успіхом у 1732 році. Кілька тисяч родин абдалі були виселені за межі області, правителем призначений один з військовиків Надір Шаха. Згодом вона стала складовою частиною Дурранійської імперії.

### Утворення
Після смерті в 1793 році Тимур-Шах Дуррані, володаря Дурранійської імперії, новим володарем став Земан-шах. Втім, проти цього виступив його брат Махмуд-шах, намісник Герату, який оголосив про незалежність Гератського ханства і виступив проти Земан-хана. 1801 року він захопив Кабул та повалив Земан-хана. Проте втриматися на троні довго не зміг: у результаті декілька разів його було повалено. Зрештою у 1818 році Дост Мухаммед хан Баракзай захопив Кабул, відпали Кандагар і Пешавар, де утворилися самостійні ханства.
Махмуд-шах вимушений був повернутися до Герату, де панував до 1828 року, коли його було повалено сином Камран-шахом. Першим ханом вдалося встановити владу Герату над хазарійським племенем дайзейнат. Але відносини мали радше характер нерівного союзництва, ніж підданства.

### Боротьба з сусідами
У 1830 році держава стикнулася з амбіціями сусідів: Велика Британія продовжувала політику розширення своїх володінь на Близькому Сході, розглядала Герат як можливість збільшення експорту та торгівлі з Афганським еміратом; у свою чергу відбувалося просування військових та торговців Російської імперії, які намагалися посилити свій вплив на півночі Персії та в сусідніх з нею областях; у свою чергу Персія після двох поразок від Росії (у 180—1813 та 1826—1828 роках) потребувала додаткових ресурсів і багатої здобичі; Афганський емірат намагався відродити єдність Афганістану. У 1833 році перські війська на чолі із Аббасом-мірзою взяли в облогу Герат, втім через раптову смерть останнього було укладено мир з Персією. За ним ханство визнало зверхність перського шаха, зобов'язавшись сплачувати данину та захищати кордони Персії.
У 1836 році за підтримки Великої Британії ханство відмовилося від перської залежності. У відповідь у 1837 році перські війська взяли в облогу Герат. Росія при цьому надала підтримку шаху своїм фахівцями. Зрештою за підтримки племен та дипломатії англійців у 1839 році вдалося змусити ворожі війська відступити. Гератське ханство скинуло перську залежність, проте посилився вплив Великої Британії, у якої було взято кредит на модернізацію війська.
У 1830—1840-х роках володарі Герату вимушені були боротися з повстанням хазарійців-дайзейнатів у Хазараджаті, яких у 1842 та 1847 роках вдалося збройно приборкати та змусити платити данину. У 1842 році Камран-шахом було повалено власним візиром Яр Мухаммадом.
1851 року після смерті Яр Мухаммад-хана в Гераті почалася боротьба сардарів (військовиків) за владу. У цю боротьбу відкрито втручалися Персія та Велика Британія, згодом Дост Мухаммад-хан, емір Афганістану. У 1852 році Гератське ханство знову перейшло до оборони — 1852 року відбито напад афганського війська, а у 1856 році — перського. Останнє вдалося за втручання Великої Британії, яка змусила перські війська вийти з Герату, який на нетривалий час було захоплено.
1857 року володарем став представник роду Баракзай — Султан Ахмад-хан, який визнав зверхність перського шаха. Втім, у 1862 році Герат зазнав поразки у новій війні проти Афганського емірату, під час облоги 1863 року хан помер, а новим володарем було визнано еміра Дост мухаммед-хана, а саме ханство приєднано до Афганської держави.

## Територія
Гератське ханство простягалося від річки Гільменд до річки Герируд. У сфері впливу перебували Середньоафганські гори.

## Економіка
Основу становили сільське господарство, ремісництво та торгівля. Гарні кліматичні, природні умови, добрі ґрунти сприяли великим та якісним врожаям зернових, господарських культур, фруктів, що уславили ханство. Вигідне розташування Герату сприяло посередницькій торгівлі (через місто проходила багато караванних шляхів), від оподаткування якої хани мали чималий зиск. Ще одним джерелом наповнення скарбниці була данина (назар) з залежних, напівавтономних племен.

## Хани

### Дуррані-Садозай
- Махмуд-Шах Дуррані (1818—1828)
- Камран-Шах Дуррані (1828—1842)

### Алікозай
- Яр Мухаммад-хан (1842—1851)
- Сайїд Мухаммад-хан (1851—1856)

### Баракзай
- Султан Ахмад-хан (1856—1863)